# 戈尔日迪塔恩科斯
戈尔日迪塔恩科斯（法語：Gorges du Tarn Causses，法語發音：[ɡɔʁʒ dy taʁn kos]）是法国洛泽尔省的一个市镇，属于弗洛拉克区。该市镇于2017年由原市镇圣埃尼米、蒙布兰和凯扎克合并而成，行政中心位于圣埃尼米。

## 地名
“戈尔日迪塔恩科斯”（Gorges du Tarn Causses）一名中，“戈尔日迪塔恩”（Gorges du Tarn）指的是塔恩峡，“科斯”（Causses）则是法国南部的一个石灰石高原。

## 地理
戈尔日迪塔恩科斯（44°22'3.0"N, 3°24'43.0"E）面积144.22 平方千米，位于法国奧克西塔尼大區洛泽尔省，该省份为法国南部内陆省份，北起上盧瓦爾省和康塔爾省，西接阿韦龙省，南至加尔省，东临阿尔代什省。
与戈尔日迪塔恩科斯接壤的市镇（或旧市镇、城区）包括：巴尔谢日、圣博济勒、伊斯帕尼亚克、贝杜埃斯-科屈雷斯、弗洛拉克三河镇、韦布龙、于尔-拉帕拉德、马斯圣谢利、拉马莱讷、拉瓦勒迪塔恩、沙纳克。
戈尔日迪塔恩科斯的时区为UTC+01:00、UTC+02:00（夏令时）。

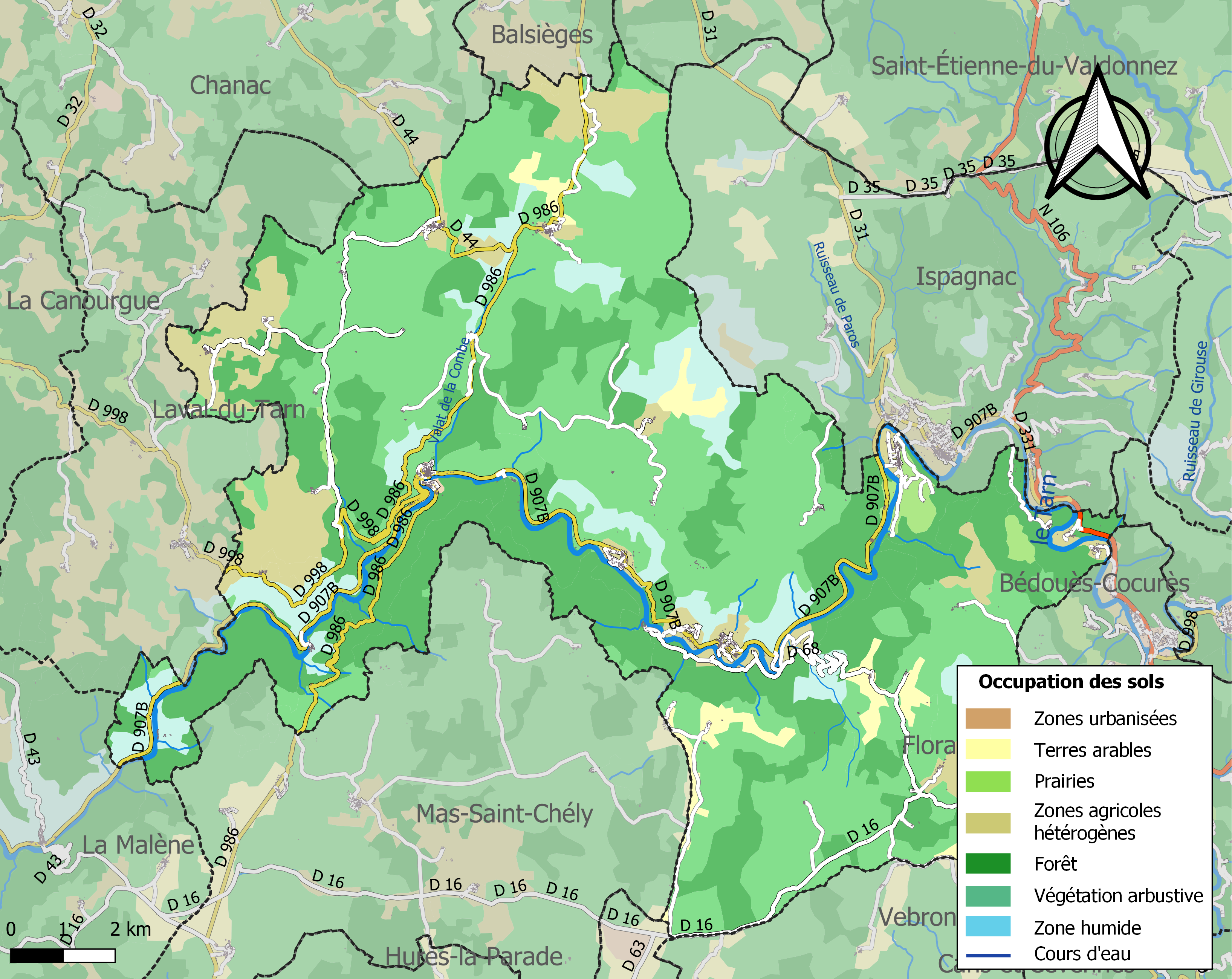
戈尔日迪塔恩科斯的OSM定位图

## 行政
戈尔日迪塔恩科斯的邮政编码为，INSEE市镇编码为48146。

## 政治
戈尔日迪塔恩科斯所属的省级选区为弗洛拉克三河镇县。

## 人口
戈尔日迪塔恩科斯于2022年1月1日时的人口数量为901人。